# Peter W. Ladue
Peter W. Ladue (* 1950) ist ein US-amerikanischer Filmregisseur, Filmproduzent, Kameramann und Autor, der 1981 zusammen mit Roland Hallé für und mit dem Dokumentar-Kurzfilm Karl Hess: Toward Liberty mit einem Oscar ausgezeichnet worden ist.

## Berufliches
Ladue machte 1980 mit dem von ihm gemeinsam mit Roland Hallé produzierten Dokumentar-Kurzfilm Karl Hess: Toward Liberty auf sich aufmerksam, in dem er das Leben des US-amerikanischen Autors, Philosophen und politischen Aktivisten Karl Hess (1923–1994) thematisiert. Ladue und Hallé führten auch Regie und wurden für ihren Film mit einem Oscar belohnt. Der Film stellte Ladues und Hallés Masterarbeit an der Boston University dar. Neben dem Oscar konnte er diverse weitere Auszeichnungen verbuchen.
Bei dem Dokumentar-Kurzfilm I Remember Barbra von 1981 von Kevin Burns stand Ladue an der Kamera. Der Film, der die Sängerin, Schauspielerin und Regisseurin Barbra Streisand zum Inhalt hat, wurde mit einem Student Academy Award ausgezeichnet. Im Film äußern sich Einwohner Brooklyns offen über Streisand, mal lustig und oft berührend.
Für das dokumentarische, historische Filmdrama Invention! war Ladue 1990 für das Bühnenbild verantwortlich. Von 2000 bis 2003 arbeitete er als Kreativdirektor und Kommunikationsstratege bei einer amerikanischen multinationalen Agentur in Boston, seit 2004 ist er als Kommunikationsberater, Autor und Kreativdirektor in Medford in Oregon tätig. 

## Filmografie (Auswahl)
- 1980: Karl Hess: Toward Liberty (Dokumentar-Kurzfilm; Produzent, Regie)
- 1981: I Remember Barbra (Dokumentar-Kurzfilm; Kamera)
- 1990: Invention (Dokumentarfilm; Bühnenbild)
- 1996: The Banner Years: The Official History of the Boston Garden (Video)
- 1996: The Civil Right Rap (Musikvideo)

## Auszeichnungen
Chicago International Film Festival
- 1980: nominiert gemeinsam mit Roland Hallé für den Goldenen Hugo
für und mit dem Dokumentar-Kurzfilm Karl Hess: Toward Liberty in der Kategorie „Bester Kurzfilm“

Student Academy Awards
- 1980: Gewinner des Achievement Awards gemeinsam mit Roland Hallé (Boston University)
für und mit Karl Hess: Toward Liberty

Oscarverleihung 1981
- Oscargewinner gemeinsam mit Roland Hallé für und mit dem Dokumentar-Kurzfilm
Karl Hess: Toward Liberty in der Kategorie „Bester Dokumentar-Kurzfilm“